# Pater familias
 (avril 2018).
Pour le film italien, voir Pater familias (film).
Le pater familias ou Paterfamilias (« père de la famille » en latin) était l'homme de plus haut rang dans une maisonnée romaine, qui détenait la patria potestas (puissance paternelle) sur sa femme, ses enfants et ses esclaves. Cette potestas était « de vie ou de mort », et était viagère : elle ne s'éteignait, sauf adoption, qu'à la mort. Il s'agit également de l'homme le plus vieux de la famille. Le respect est donc un élément primordial de la figure du pater familias.

## Étymologie
La forme est irrégulière et archaïque en latin, conservant l'ancien génitif se terminant en -as au lieu de -ae.

## Lapotestas
Le pouvoir détenu par le pater familias était appelé patria potestas, «pouvoir paternel». La loi des Douze Tables donnait au pater familias le vitae necisque potestas ; le « pouvoir de vie et de mort » sur ses enfants, sa femme, et ses esclaves, qui étaient dits sub manu, « sous sa main ». Néanmoins, selon certains auteurs étudiant l'histoire du droit romain, ce droit de vie ou de mort est issu d'une fausse interprétation. Ce ne serait pas un droit subjectif permanent du pater, mais seulement une action qu'il intente à l'occasion d'un évènement particulier dans le cadre du pouvoir qui lui est reconnu (Yan Thomas, 1984) : tel est le cas de l'adrogation de son fils pour accéder à une magistrature, à laquelle il pouvait s'opposer. Tel est également le cas de son jus occidiendi (droit de tuer femme et amant en cas d'adultère). Le vitae necisque potestas ne serait donc qu'un droit occasionnel, sous condition, sur la vie ou la mort au sens figuré, par exemple concernant la vie politique ou économique. Rappelons à cet égard que les Censeurs de Rome pouvaient produire une nota censoria frappant le pater d'ignominia lorsque celui-ci avait commis un délit, tel que l'abus de potestas sur les personnes dépendant de son autorité (mancipium). Les lois de la cité s'arrêtaient donc effectivement aux portes de la domus mais le pater devait obtenir le consentement du conseil de famille pour vendre ou tuer ses enfants, ou sa femme.
Pour qu'un esclave devienne un homme libre, il devait être libéré de la «main» du pater familias, d'où les termes manumissio et emancipatio. Selon la loi, la décision du pater familias était absolue et définitive. 
On a pu dire que si un enfant n'était pas désiré, sous la République romaine, le pater familias avait le pouvoir d'ordonner qu'il soit mis à mort (en le déposant par terre, si, par contre, il prend l'enfant dans ses bras c'est qu'il le reconnait et l'accepte). Ici encore, un autre sort attendait bien souvent l'enfant : il était déposé à terre dans un endroit public et à la vue de tous, ce qui permettait à un autre citoyen de prendre l'enfant qui devenait in mancipio (sous son autorité), il entrait donc dans une nouvelle domus.
Il avait le pouvoir de vendre ses enfants en tant qu'esclaves ainsi que de les faire adopter par autrui ; toutefois, selon la loi romaine, si un enfant avait été vendu comme esclave trois fois, il n'était plus sujet à la patria potestas et pouvait devenir Sui juris (avoir le statut de citoyen). Le pater familias possédait le pouvoir d'accepter ou de refuser les mariages de ses fils et filles ; néanmoins, un décret de l'empereur Caesar Augustus ajouta, plus tard, une réserve : il ne pouvait pas refuser sa permission sans raison valable.
La puissance paternelle était accompagnée de la responsabilité : en cas d'acte dolosif ou nuisible commis par un de ses alieni iuris (personne dépendant de lui), il devait dédommager la victime. Il pouvait cependant livrer son alieni iuris à la vengeance de la victime (abandon noxal).
La puissance maritale sur la femme va, quant à elle, perdurer jusqu’en 1938 en France, et 1958 en Belgique.

## Puissance viagère
Seul un citoyen romain pouvait avoir le statut de pater familias. Il pouvait de même n'y avoir qu'une seule personne dans la maisonnée à ce poste. Même les enfants masculins adultes restaient sous l'autorité de leur père, et ne pouvaient accéder aux droits d'un pater familias tant que ce dernier était encore vivant. Selon la loi, toutes leurs propriétés étaient acquises au nom de leur père, et il avait le droit d'en disposer à sa guise. Ceux qui vivaient dans leur propre domicile au moment de la mort de leur père lui succédaient au poste de pater familias dans leurs domiciles respectifs.
Cependant, si le fils du pater familias occupait une magistrature avec l'assentiment de celui-ci, il disposait alors d'un pouvoir équivalent au pater et s'il commettait une faute, il était responsable sur le même patrimonium comme s'ils ne faisaient qu'un (le patrimoine n'était pas individuel mais familial à Rome, et n'était normalement que sous le contrôle — ou dominium — du pater).
Les femmes aussi étaient sous la domination du pater familias. Elles étaient sub manu durant toutes leur vie sauf après le mariage dans ce cas elles étaient sous la main de leur mari.

## Évolution
À travers le temps, l'autorité absolue du pater familias s'évanouit peu à peu, et les droits qui existaient en théorie ne furent plus respectés ni appliqués.